# Таркованная масса
Таркова́нная ма́сса (бел. таркава́ная ма́са) — термин белорусской кухни, обозначающий сырую картофельную мякоть, натёртую и не выжатую, используемую для приготовления блюд вместе с вытекающим соком.

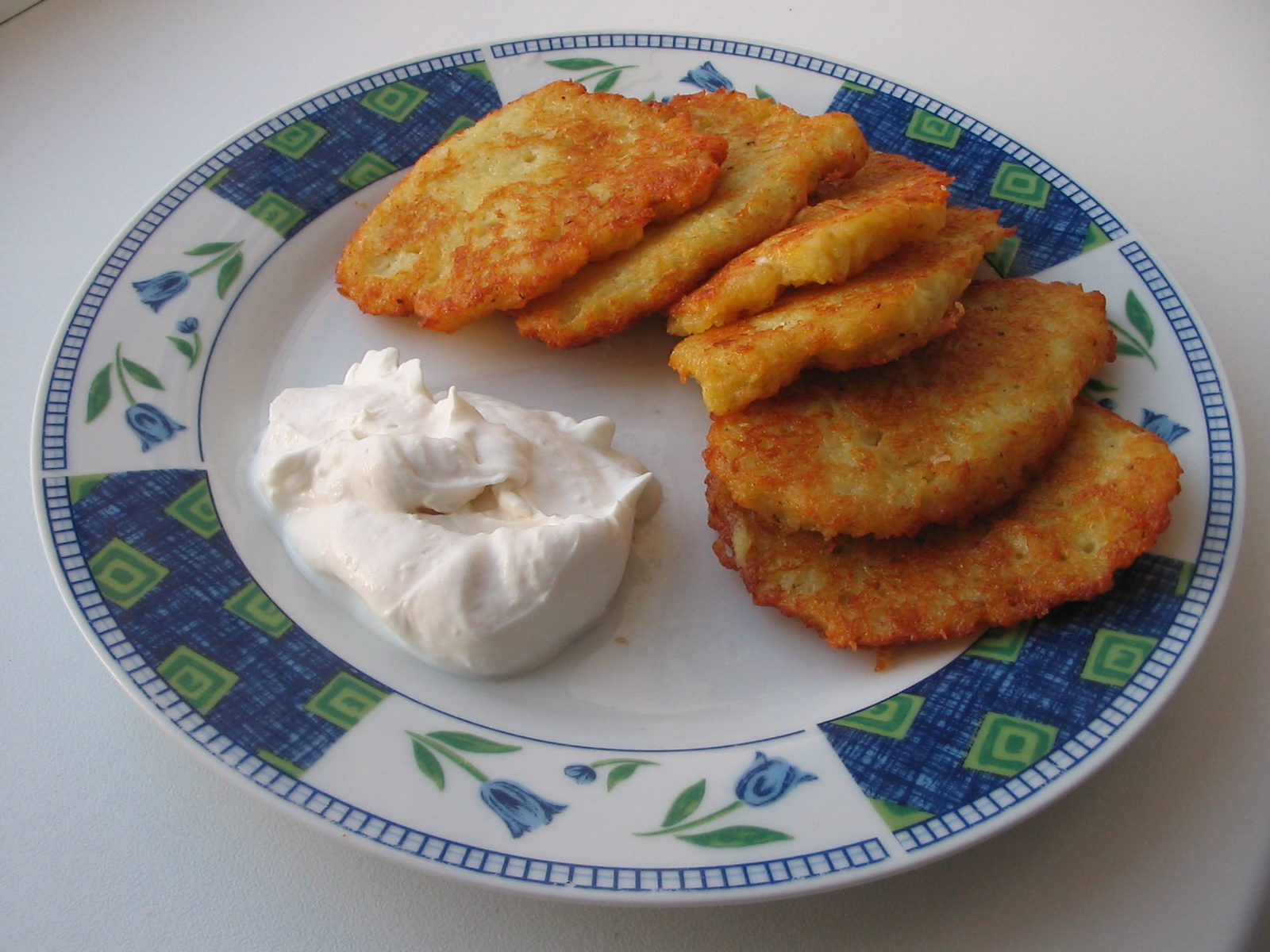
Драники

Таркованная масса в белорусской, литовской и польской кухнях является противоположностью клинкованной массе (натёртая и отжатая картофельная мякоть).
Используется в таких блюдах белорусской кухни, как бабка, цыбрики, драники, капытка, часто она соединяется с картофельным пюре, мукой, яйцами. Благодаря влаге, содержащейся в таркованной массе, тесто с её использованием отличается от других видов теста из картофеля более упругой консистенцией.

## Вариации
Для приготовления разных блюд к таркованной массе добавляются дополнительные ингредиенты. Для цыбриков и капытки к таркованной массе добавляется мука, для приготовления таркованных блинов к картофелю добавляется гречневая или ржаная мука, для таркованки в массу добавляются яблоки и лук.

## В литовской кухне
В литовской кухне таркованная масса используется для приготовления цепелин. Она соединяется с картофельным пюре и начиняется мясным фаршем из свинины. Для приготовления кугелиса к ней добавляется сало, молоко, лук и яйца.